# Total Commander
Total Commander 简称TC，是一款应用于 Windows 平台的文件管理器 ，它包含两个并排的窗口，这种设计可以让用户方便地对不同位置的“文件或文件夹”进行操作，例如复制、移动、刪除、比较等，相对 Windows 资源管理器而言多出一些功能。
它拥有文件快速预览、快速搜索、多标签、文件比较、批量重命名、FTP 客户端等诸多实用的功能，并可通过大量的插件进行个性化配置。

## 历史发展
1992 年，瑞士程序员 Christian Ghisler（约 1970 年出生）在“寻找一个好用的文件管理器”无果的情况下，动手用 Turbo Pascal 写了一个小程序作为自用，随后他将开发平台迁移到了 Delphi。1993 年，他发布了首个公开版本 v1.00d。
从 1993 年一直到 2002 年，这 9 年中，Total Commander 使用的名称均为 Windows Commander；2002 年夏天，微软公司的一封来信指出：“Windows 这个单词，已经被微软公司注册为商标。”为了避免不必要的法律纠纷和诉讼，软件作者于 2002 年 10 月 23 日开始着手进行软件更名工作，并于 2002 年 10 月 29 日更名完成，且在当日发布了采用新的软件名称的 Total Commander 5.50 正式版。同时，作者对 Total Commander 这一名称进行了商标注册保护工作。
软件更名后，仍一如既往、有条不紊地继续向前发展。2004 年 11 月 24 日，随着 Total Commander 6.50 Beta 8 版本的发布，作者向软件配置文件中添加了 UseIniInProgramDir 参数，从此实现了 Total Commander 软件“可以无需再涉及系统盘及注册表”的 100% 纯绿色便携功能。此外，在保持 TC“对于操作系统完全绿色便携的特点”的情况下，不仅可以实现“位于多个不同目录的多个 TC 主程序各自使用自己的配置文件，可以相互独立运行，互不干扰”，还可以达到“同一个 TC 主程序，使用多个不同的、互不干扰的配置文件”，甚至是“位于多个不同目录的多个 TC 主程序完全共享、或者是部分共享使用同一个配置文件”。
经过漫长且繁重的艰苦工作，2011 年 6 月 1 日，Total Commander 由 32 位平台向 64 位平台的移植工作正式完成，并开始进入常规的修复完善流程；2011 年 9 月 16 日，首个包含有 64 位版本的 Total Commander 8.0 Public Beta 1 正式向外发布，这也是 Total Commander 8.x 系列的第一个公开版本。